# Наблус (санджак)
Санджак Наблус (араб. سنجق نابلس‎; тур. Nablus Sancağı) — санджак Османской Империи в Леванте (1516 – 1918) со столицей в Наблусе. Был частью Дамасского эялета до 1864 года, когда он стал частью Сирийского вилайета, а затем в 1888 году — Бейрутского вилайета.

Карта Османской Империи Р. Хубера 1899 года

На карте Османской империи майора Р. Хубера 1899 года санджак Наблуз состоял из четырех каз (подрайонов): Наблуз, Дженин, Бени-Сааб с центром в Тул-Кареме, и Джемаин с центром в Акрабе. Четыре казы были далее подразделены на девять нахий, в общей сложности 58 деревень.
Периферийные районы окружали провинциальные центры, будучи тесно связанными сетью экономических, социальных и политических отношений между городской знатью Наблуса и окрестностями города. С помощью сельской знати городские аристократы создали торговые монополии, которые превратили автаркическую экономику Наблуса в экспортно-ориентированную. Санджак отправлял огромные объемы товарных культур и готовой продукции на зарубежные рынки. Растущий спрос на эти товары в городских центрах Османской империи и в Европе стимулировал демографический рост и расширение поселений в низменностях, окружающих Наблус.